# Ectropis maromokotra
Ectropis maromokotra är en fjärilsart som beskrevs av Pierre E.L. Viette 1980. Ectropis maromokotra ingår i släktet Ectropis och familjen mätare. Inga underarter finns listade i Catalogue of Life.